# Beira (antilope)
De beira of beiradwergantilope (Dorcatragus megalotis) is een dwergantilope uit de Hoorn van Afrika. Het is de enige soort uit het geslacht Dorcatragus.

## Beschrijving
De beira is een kleine antilope, groter dan de meeste andere dwergantilopen, met lange, slanke poten, een lange nek en zeer grote oren. Enkel het mannetje draagt hoorntjes. Deze staan recht omhoog, licht naar voren gebogen, en zijn 7,5 tot 13 cm lang. De achterpoten zijn veel langer dan de voorpoten, waardoor de achterzijde hoger is dan de schoft. De hoeven hebben in het midden verende, rubberachtige kussens. Aan de achterpoten zijn deze afgerond. De staart is lang en wit. De beira is de enige dwergantilope zonder een klier voor het oog.
De vacht is ruw en dik. Op de rug en nek is deze grijs van kleur, gespikkeld op de rug en flanken. Dit gaat over in een brede, donkergrijze streep die loopt van de elleboog tot de dij. De keel, onderzijde en de binnenkant van de ledematen zijn roomkleurig geel, de buitenzijde van de ledematen en de wangen zijn okergeel. Het voorhoofd en de snuit zijn bedekt met een korte, roodgele vacht. De ogen vallen op door de zwarte oogleden, omringd door een witte oogvlek.
De kop-romplengte is 76 tot 87 cm, de staartlengte 5 tot 20 cm en de schouderhoogte 50 tot 76 cm. Het lichaamsgewicht is 9 tot 12 kg. Het vrouwtje is groter dan het mannetje.

## Verspreiding en leefgebied
De beira leeft in de droge, rotsachtige heuvels en bergen van Noord-Somalië en aangrenzend Ethiopië, grenzend aan de Rode Zee en de Golf van Aden. Hij komt voornamelijk voor op puinhellingen, bergengten en randen van plateaus, het liefst met fijne en losse steenslag. Deze hellingen zijn her en der begroeid met laag struikgewas als Buxus en vlinderbloemachtigen en succulenten als Aloë, Euphorbia, Sansevieria, en Crotalaria. Deze heuvels grenzen vaak aan grasvelden.
Op deze moeilijk begaanbare plaatsen kan een beira snel wegkomen aan mogelijke roofdieren. Dankzij de speciale hoeven met de rubberachtige kussentjes, die houvast geven aan de rotsige ondergrond, kan hij op moeilijk toegankelijk terrein lopen en zich snel uit de voeten maken. Hij is zeer schichtig en vlucht bij iedere beweging. Met de grote oren kan ze het zachtste geluid opvangen.
Het ontbreken van duidelijk herkenbare punten in het open landschap heeft ervoor gezorgd dat het territorium nauwelijks actief wordt afgebakend. De bij de andere dwergantilopen aanwezige oogklieren, gespecialiseerd voor dit doel, ontbreken bij de beira. Het aantal geurklieren is bij de beira teruggebracht tot slechts één, tussen de hoeven.

## Leefwijze
De beira leeft voornamelijk van vetplanten en de groene blaadjes van struiken, maar ook van de kleine grassen en kruiden die tussen de kiezels groeien. Hij drinkt nauwelijks en haalt het grootste deel van het vocht uit zijn voedsel. De beira is een dagdier, die zich voornamelijk 's ochtends en 's avonds voedt.
Hij leeft meestal in paartjes of in kleine groepjes van vijf tot zeven dieren, waaronder een enkel mannetje. Een groep beira's is meestal zeer verbonden aan een helling of plateau. Soms voegen twee buurgroepen zich tijdelijk samen, en vormen zo groepen van maximaal twaalf dieren, waaronder soms zelfs twee mannetjes. Deze samenscholingen worden echter zeer zelden gezien.
Over de voortplanting is weinig bekend. De beira krijgt één jong per worp. Geboortes zijn enkel waargenomen in april, als de regentijd op zijn hoogtepunt is. De draagtijd wordt geschat op zes maanden.

## Bedreiging
De ongecontroleerde jacht, een klein verspreidingsgebied en concurrentie met geiten heeft ervoor gezorgd dat de soort kwetsbaar is geworden voor uitsterven. Vooral een zware droogte in 1975 heeft de populatie drastisch doen dalen. Hiervan is de soort langzaam aan het herstellen. De soort weet nog te overleven door zijn specialisatie in zeer lastig toegankelijk terrein.
De beira wordt nauwelijks in gevangenschap gehouden. Enkel in een privécollectie in Al Wabra, Qatar bevindt zich een fokgroep.